# Mas-de-Londres
Mas-de-Londres – miejscowość i gmina we Francji, w regionie Oksytania, w departamencie Hérault.
Według danych na rok 1990 gminę zamieszkiwały 204 osoby, a gęstość zaludnienia wynosiła 11 osób/km² (wśród 1545 gmin Langwedocji-Roussillon Mas-de-Londres plasuje się na 705. miejscu pod względem liczby ludności, natomiast pod względem powierzchni na miejscu 415.).